# Anna von Preußen (1576–1625)

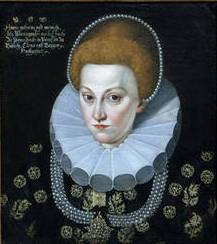
Anna von Preußen, Kurfürstin von Brandenburg

Anna von Preußen (* 3. Juli 1576 in Königsberg; † 29./30. März (jul.) / 9./10. April 1625 (greg.) in Berlin) war eine Prinzessin von Preußen und durch Heirat Kurfürstin von Brandenburg.

## Leben
Anna war das älteste Kind des Herzogs Albrecht Friedrich von Preußen (1553–1618) aus dessen Ehe mit Marie Eleonore (1550–1608), Tochter von Herzog Wilhelm dem Reichen von Jülich-Kleve-Berg.
Sie heiratete am 30. Oktober 1594 in Königsberg Markgraf Johann Sigismund, den späteren Kurfürsten von Brandenburg. Die Mutter Johann Sigismunds hatte diesen zuvor gewarnt, Anna sei keine Schönheit. Die Heirat war eine Zweckehe zur Absicherung der brandenburgischen Ansprüche auf das Herzogtum Preußen. Aus der Ehe gingen acht Kinder hervor, von denen drei früh starben.

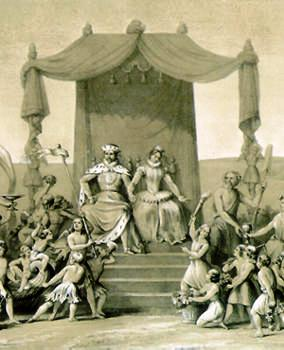
Allegorische Darstellung des Erwerbs Preußens und der Rheinlande durch das brandenburgische Kurfürstenpaar: Preußen und die Rheinlande sind als Seegottheiten an den Seiten des Thrones dargestellt (Lithografie aus dem 19. Jahrhundert).

Von territorialpolitischer Bedeutung war die Verbindung insofern, als Anna als Nichte des letzten Herzogs von Jülich-Kleve-Berg, Johann Wilhelm, seitens der preußischen Hohenzollern als Erbin der Herzogtümer Kleve, Jülich und Berg, der Grafschaften Mark und Ravensberg sowie der Herrschaft Ravenstein angesehen wurde.
Anna war ihrem Ehemann politisch und intellektuell überlegen. Sie hatte zudem einen eisernen Willen und war äußerst temperamentvoll. Bei den Trunksuchtsanfällen des Kurfürsten warf sie ihm gelegentlich Teller und Gläser an den Kopf. Sie baute sich ein eigenes diplomatisches Netzwerk auf und vertrat ihre Ansprüche auf das Erbe im Westen selbst. Von ihr stammen Pläne zur Teilung des umstrittenen Gebietes, und sie verhandelte selbst mit dem Konkurrenten aus der Pfalz. Während der Jüterboger Tagung von 1611 nahm sie ein Gutachten der Räte entgegen. Im Jahr 1612 schickte sie zur Wahrung ihrer Interessen einen eigenen Gesandten zu Kaiser Matthias.
Am Ende des Jülich-Klevischen Erbfolgestreits mussten sich die Hohenzollern das Gesamterbe Jülich-Kleve-Bergs nur mit Pfalz-Neuburg teilen. Das Herzogtum Kleve und die Grafschaften Mark und Ravensberg fielen aufgrund des Vertrags von Xanten 1614 an das Kurfürstentum Brandenburg. Erstmals gelangte Brandenburg-Preußen somit in den Besitz von Gebieten im Rheinland und in Westfalen. Ein preußisches Interesse, diese Gebiete durch weitere Westexpansion zu verbinden, wurde so begründet und im 19. Jahrhundert verwirklicht.
Nachdem ihr Ehemann zum Calvinismus übergetreten war, wurde Anna zur Fürsprecherin der lutherischen Bevölkerung. Proteste und Eingaben waren meist an sie gerichtet. Durch ihr Festhalten am Besuch des lutherischen Gottesdienstes trug sie zur Behauptung der lutherischen Konfession bei. Sie unterhielt enge Beziehungen mit Sachsen, dem Zentrum der lutherischen Orthodoxie.
Auch nach dem Übergang der Kurwürde auf ihren Sohn Georg Wilhelm spielte Anna noch eine einflussreiche Rolle. Sie war eine Gegnerin der Habsburger und verheiratete ihre Tochter Maria Eleonore mit Gustav Adolf von Schweden – ohne ihren Sohn vorher zu informieren. Damit untergrub sie von Anfang an die Autorität und das internationale Ansehen des Kurfürsten. Ziel war es erneut, die Ansprüche Brandenburgs auf Preußen zu stärken. Dies war ein durchaus gewagter Schritt, führte Schweden doch gerade Krieg mit Polen, dem Preußen lehnsrechtlich noch unterstand.
Bestattet wurde Anna im Königsberger Dom.

## Nachkommen
Aus ihrer Ehe hatte Anna folgende Kinder:
- Georg Wilhelm (1595–1640), Kurfürst und Markgraf von Brandenburg

⚭ 1616 Prinzessin Elisabeth Charlotte von der Pfalz (1597–1660)
- Anna Sophia (1598–1659)

⚭ 1614 Herzog Friedrich Ulrich von Braunschweig-Wolfenbüttel (1591–1634)
- Marie Eleonore (1599–1655)

⚭ 1620 König Gustav II. Adolf von Schweden (1594–1632)
- Katharina (1602–1644)

⚭ 1. 1626 Fürst Gábor Bethlen von Siebenbürgen (1580–1629)
⚭ 2. 1639 Herzog Franz Karl von Sachsen-Lauenburg (1594–1660)
- Joachim Sigismund (1603–1625)
- Agnes (1606–1607)
- Johann Friedrich (1607–1608)
- Albrecht Christian (*/† 1609)